# Керченський трамвай
Керченський трамвай (рос. Керченский трамвай, крим. Keriç tramvay) — трамвайна мережа громадського транспорту Керчі, що діяла з 1935 по 1944 роки; з шириною колії 1524 мм.

## Історія
Будівництво трамвая в Керчі розпочалося навесні 1934 року. В вересні 1935 було здано підстанцію, а 30 жовтня відбулася обкатка.
Керченський трамвай був урочисто відкрито 7 листопада 1935 року. Тоді стала до ладу лінія завдовжки 5,9 км «Завод імені Войкова — Консервний завод». У 1937 році було прокладено дистанцію від консервного заводу до залізничної станції «Керч-1», в 1938 — від залізничної станції «Керч-1» до банку (історичний центр Керчі — сучасна площа Леніна), проте ці дистанції не були електрифікованими і не використовувалися. На кінець 1938 року керченське трамвайне господарство нараховувало 6,22 км колії, по 5 моторних і причепних вагони.
У березні 1940 року було електрифіковано лінію від тютюнової фабрики до консервного заводу а також сигналізовано трамвайно-залізничний переїзд поблизу станції «Керч-1». 7 березня був відкритий другий маршрут керченського трамвая «Консервний завод — Банк», на якому працював 1 вагон. З введенням в експлуатацію цього маршруту довжина ліній склала 7,2 км.
Через початок війни, з 29 грудня 1941 року по травень 1942-го вагони на маршруті до заводу імені Войкова тягав паровоз. Під час боїв Другої світової війни трамвайне господарство було знищене. По війні не відновлювалось.

## Рухомий склад і депо
- вагони серії Х (моторні) виробництва Митищенського заводу постачання  1935 (4 вагони, №№1-4), 1937 (1 вагон, №5) та 1939 (1 вагон, №6) років;
- вагони серії М (причепні) виробництва Митищенського заводу постачання  1935 (5 вагонів, №№100-105) та 1939 (1 вагон, №106) років.

Депо керченського трамвая нараховувало 20 вагоно-місць.